# Provincia di Manco Kapac
Manco Kapac è una provincia della Bolivia sita nella parte occidentale del dipartimento di La Paz.
Il capoluogo è la città di Copacabana e, secondo il censimento 2001, conta una popolazione di 22 892 abitanti.
Confina a ovest con il Perù, mentre il resto del territorio è circondato dalle acque del lago Titicaca. Per raggiungerla da un'altra provincia boliviana, generalmente si attraversa lo stretto di Tiquina che divide in due il lago Titicaca: a ovest, la parte più grande detta lago Mayor o Chucuito, mentre a est la più piccola chiamata lago Menor o Huiñamarca.
Il nome deriva da Manco Cápac, il primo imperatore inca, creatore di Cusco e del Tawantinsuyu. Secondo una leggenda uscì dal lago Titicaca in corrispondenza della Isla del Sol, isola attualmente appartenente a questa provincia.
La provincia fu costituita con decreto legge del 6 giugno 1951, sotto il governo del gen. Hugo Ballivián Rojas.

## Geografia antropica

### Suddivisioni amministrative
La provincia è suddivisa in 3 comuni:
- Copacabana (capoluogo)
- San Pedro de Tiquina
- Tito Yupanqui